# Куликовская (Кировская область)
 Куликовская — деревня в Кировской области. Входит в состав муниципального образования «Город Киров»

## География
Расположена на расстоянии примерно 10 км по прямой на запад-северо-запад от железнодорожного вокзала станции Киров.

## История
Известна с 1926 года как деревня с 23 хозяйствами и 136 жителями, в 1950 хозяйств 19 и жителей 75, в 1989 32 жителя . Административно подчиняется Октябрьскому району города Киров.

## Население
Постоянное население составляло 11 человек (русские 100%) в 2002 году, 13 в 2010.